# Unione Sportiva Città di Pontedera Società Sportiva Dilettantistica 2011-2012
Questa pagina raccoglie le informazioni riguardanti l'Unione Sportiva Città di Pontedera Società Sportiva Dilettantistica nelle competizioni ufficiali della stagione 2011-2012.

## Risultati

### Serie D

#### Poule scudetto
| 16 maggio 2012 Turno preliminare - Giornata 2 | Pontedera | 3 – 4 | Forlì |  |

| 20 maggio 2012 Turno preliminare - Giornata 3 | Teramo | 3 – 1 | Pontedera |  |